# Vlatten (Heimbach)
Vlatten is een plaats in de Duitse gemeente Heimbach (Eifel), deelstaat Noordrijn-Westfalen, en telt 950 inwoners.